# Jack Magner
Pour les articles homonymes, voir Magner.
Jack Magner est un acteur américain né à Boston en 1957.
Il est connu pour son rôle de Johnny Montelli dans Amityville 2 : Le Possédé (Amityville 2,the possession).